# Natriumdodecylsulfat
Natriumdodecylsulfat eller natriumlaurylsulfat, på engelska  sodium dodecyl sulfate (SDS eller NaDS) eller sodium lauryl sulfate (SLS), är en anjonaktiv surfaktant. Dess anjon, dodecylsulfat, består av en kolvätekedja med en sulfatgrupp. Natriumdodecylsulfat används som ingrediens i vissa tandkrämer, munskölj, schampo, flytande tvål, raklödder och badskum, eftersom det fungerar som förtjockningsmedel och skapar ett skum. Det används också i den biokemiska analysmetoden SDS-PAGE.

## Toxicitet
Förekomst av vissa tensider innehållande sulfatgrupper i schampon kan göra att hårbotten avfettas och torkas ut. Detta är dock till viss del syftet med schampo som rengöringsprodukt och kan minskas genom nyttjandet av balsam och eftervårdsprodukter.
Studier visar minskad förekomst av afte vid bruk av tandkräm som inte innehåller SLS.